# Chamaecelyphus vrydaghi
Chamaecelyphus vrydaghi är en tvåvingeart som beskrevs av Vanschuytbroeck 1959. Chamaecelyphus vrydaghi ingår i släktet Chamaecelyphus och familjen Celyphidae.
Artens utbredningsområde är Kongo. Inga underarter finns listade i Catalogue of Life.